# بیل لاوری
بیل لاوری (انگلیسی: Bill Lawrie; ۲۵ اوت ۱۹۳۴ – ۲۴ نوامبر ۱۹۹۷) دوچرخه‌سوار اهل استرالیا بود.